# Ollainville (Vosgi)
Ollainville è un comune francese di 71 abitanti situato nel dipartimento dei Vosgi nella regione del Grand Est.

## Società

### Evoluzione demografica
Abitanti censiti